# Oyama Karate
Oyama Karate – pełnokontaktowy styl karate, którego twórcą jest Shigeru Ōyama.
W 1983 Shigeru Ōyama, jako Saikō Shihan (Najwyższy Mistrz, 10. dan), chcąc realizować swoją wizję pełnokontaktowej sztuki walki, opuścił szeregi IKO karate Kyokushin (kierowanej przez Masutatsu Ōyama) i założył Organizację Oyama Karate. 
Do tego stylu wprowadził wiele nowoczesnych elementów z innych sztuk walki np. kick-boxingu i boksu tajskiego. Shigeru Ōyama odrzucił doktrynę walki wziętą z Gōjū-ryū i Kyokushin, wprowadzając szybkie przemieszczanie się, wyprzedzanie ataku przeciwnika i zejścia z linii ciosu wraz z równoczesnym kontratakiem. Takiej filozofii walki podporządkował cały system szkolenia. Zmienił niektóre bloki, uderzenia oraz formy, rozwinął pracę nóg i położył duży nacisk na rotacyjną pracę ciała. 
W Polsce organizacją kieruje hanshi Jan Dyduch (9. dan).

## Stopnie przyznawane w Oyama Karate dla dzieci do 14 lat
- 10 kyū – Biały pas
- 9 kyū junior – Biały pas z czerwonym pagonem
- 9 kyū senior – Biały pas z dwoma czerwonymi pagonami
- 8 kyū junior – Biały pas z trzema czerwonymi pagonami
- 8 kyū senior – Niebieski pas
- 7 kyū junior – Niebieski pas z czerwonym pagonem
- 7 kyū senior – Niebieski pas z dwoma czerwonymi pagonami
- 6 kyū junior – Niebieski pas z trzema czerwonymi pagonami
- 6 kyū senior – Żółty pas
- 5 kyū junior – Żółty pas z czerwonym pagonem
- 5 kyū senior – Pomarańczowy pas
- 4 kyū junior – Pomarańczowy pas z czerwonym pagonem
- 4 kyū senior – Zielony pas
- 3 kyū junior – Zielony pas z czerwonym pagonem
- 3 kyū senior – Zielony pas z dwoma czerwonymi pagonami
- 2 kyū junior – Zielony pas z trzema czerwonymi pagonami
- 2 kyū senior – Brązowy pas

## Stopnie uczniowskie dla młodzieży od 14 lat i dorosłych
- 10 kyū – Biały pas
- 9 kyū – Biały pas z niebieskim pagonem
- 8 kyū – Niebieski pas
- 7 kyū – Niebieski pas z żółtym pagonem
- 6 kyū – Żółty pas
- 5 kyū – Pomarańczowy pas
- 4 kyū – Zielony pas
- 3 kyū – Zielony pas z brązowym pagonem
- 2 kyū – Brązowy pas
- 1 kyū – Brązowy pas z czarnym pagonem

## Stopnie mistrzowskie
- 1 Dan – Czarny pas z jednym złotym pagonem
- 2 Dan – Czarny pas z dwoma złotymi pagonami
- 3 Dan – Czarny pas z trzema złotymi pagonami
- 4 Dan – Czarny pas z czterema złotymi pagonami
- 5 Dan – Czarny pas z pięcioma złotymi pagonami
- 6 Dan – Czarny pas z sześcioma złotymi pagonami
- 7 Dan – Czarny pas z siedmioma złotymi pagonami
- 8 Dan – Czarny pas z ośmioma złotymi pagonami
- 9 Dan – Czarny pas z dziewięcioma złotymi pagonami
- 10 Dan – Czarny pas a na nim dziesięć złotych pagonów

## System walk
System turniejowy walk dzieli się na 3 najważniejsze kategorie:
- Knockdown – Kategoria kontaktowa dla seniorów. Ochraniacze w postaci nagolennikòw, szczęki oraz suspensorium (u mężczyzn) lub hogo (u kobiet). Dozwolone są kopnięcia na trzy strefy (jodan, chudan, gedan), w tym frontalne na głowę (również kolanem). Niedozwolone jest uderzanie rękoma w twarz - tylko na korpus.

- Semi-knockdown – System, w którym zawodnik posiada komplet ochraniaczy (piąstkówki, ochraniacze na golenie, kask, suspensorium (ochraniacz na krocze dla mężczyzn) lub hogo (ochraniacz na piersi dla kobiet), ochraniacz na szczękę). Niedozwolone są kopnięcia frontalne na głowę (w tym kolanem). Niedozwolone jest uderzanie rękoma w twarz - tylko na korpus. Walczyć można w 3 kategoriach wiekowych: junior (14-16 lat), junior starszy (16-18 lat) oraz senior - brak piąstkówek (18+).

- Full Contact – Kategoria pełnokontaktowa. Walka w kaskach, rękawicach bokserskich i ochraniaczach na golenie szczękę oraz krocze. Dopuszcza się atak rękoma na głowę.

## Broń
- Tonfa – Drewniana pałka z trzonkiem
- Bō – Długi drewniany kij
- Sai – Dwa sztylety. Przy rękojeści posiadają jeszcze po dwa krótkie ostrza

## Najważniejsze pojęcia
- Gedan – wysokość od pasa w dół

- Chudan – wysokość od pasa w górę tj. do mostka

- Jodan – wysokość od barków w górę

- Hidari – lewa

- Migi – prawa

- Obi – pas

- Tonfa – broń w Oyama karate

- Seiken – zaciśnięta pięść

- Mawashi – okrężnie

- Uraken – zaciśnięta, odwrócona pięść

- Hiza – kolano

- Hiji – łokieć

- Osu - tak, dziękuję, pozdrowienie

- Gyaku - przeciwnie

- Oi - zgodnie, normalnie

## Charakter egzaminów
Egzaminy na stopnie różnią się przede wszystkim wymaganymi technikami kihon oraz układami kata. Poprawne ich wykonanie oraz dobra ogólna sprawność zdającego są warunkiem zaliczenia testu. Tego typu egzaminy obowiązują przed ukończeniem 14 lat. Po przekroczeniu tego wieku karateka wchodzi w całkiem inny system zdawania egzaminu. Począwszy od 4 kyu (zielony pas) zaliczenie Kihon i Kata jest wówczas jedynie warunkiem dopuszczenia do najważniejszego testu: kumite. Test ten polega na ciągłej walce ze zmieniającymi się co dwie minuty, wypoczętymi sparingpartnerami. Najdłuższy obowiązujący dla stopnia uczniowskiego test kumite to 12 walk po 2 minuty każda (1 Kyu). Na stopień mistrzowski trwa on już nieprzerwanie 30 minut.